# 리명금
리명금(1968년 6월 6일~)은 조선민주주의인민공화국의 양궁 선수이다. 1992년 하계 올림픽 개인전과 단체전에 조선민주주의인민공화국 대표 선수로 참가했다.